# Bruges
Bruges (în limba franceză și în limba română; respectiv Brugge în limba olandeză) este un oraș neerlandofon situat în provincia Flandra de Vest, regiunea Flandra din Belgia. În prezent este capitala provinciei Flandra de Vest în regiunea Flandra din Belgia. La 1 ianuarie 2008 avea o populație totală de 117.073 locuitori. 

## Descriere

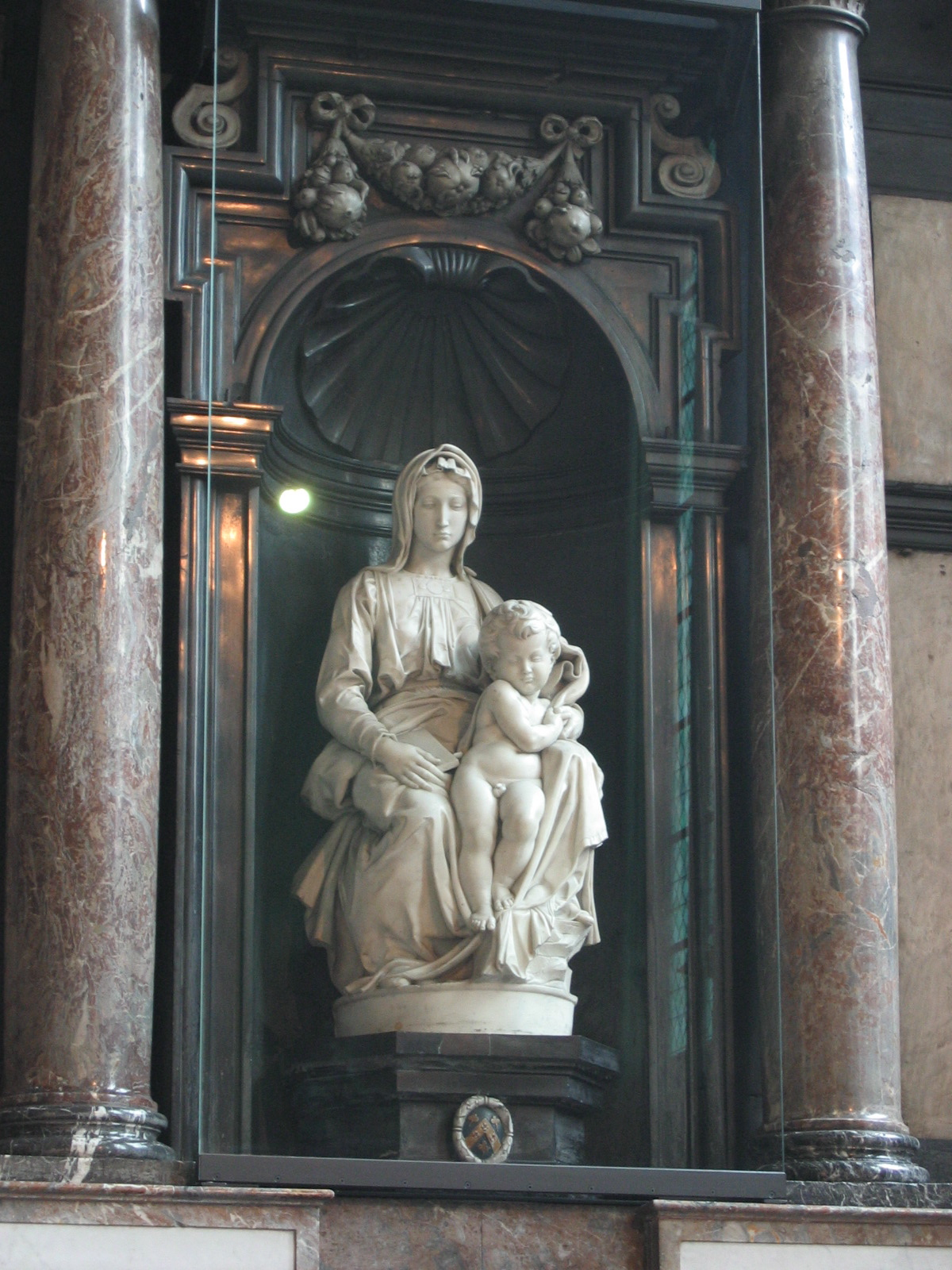
Madonna" de Michelangelo din Biserica Onze-Lieve-Vrouwekerk

Numele orașului provine din norvegiana veche: Bryggja = pod, punte, (un) chei.
Titlul de oraș i-a fost acordat în 1128. În Evul Mediu a fost membru și, pentru o perioadă, capitală a Ligii Hanseatice. 
În biserica "Onze-Lieve-Vrouwekerk" se găsește unica  sculptură în marmură "Madonna", dinafara Italiei, a lui Michelangelo, destinată inițial pentru altarul domului din Siena (Italia).
Bazilica Sfântul Sânge din Bruges (Basiliek van het Heilig Bloed) păstrează, potrivit legendei, un flacon cu sângele lui Isus din Nazaret. Flaconul respectiv este scos în public în ziua de Înălțarea Domnului într-o procesiune cu caracter medieval, care se defășoară anual, începând din 1291.
Centrul vechi istoric al orașului - unul dintre cele mai bine păstrate din Europa - este inclus pe lista patrimoniului cultural mondial UNESCO. El are o suprafață de cca. 430 ha.
Orașul a fost desemnat drept capitală culturală în 2002.
Mai este denumit «Veneția de Nord» datorită numeroaselor canale care încercuiesc și traversează orașul.
Bruges are și un important port și adăpostește, de asemenea, Colegiul Europei.

## Geografie

Comuna actuală Bruges a fost formată în urma unei reorganizări teritoriale în anul 1977, prin înglobarea într-o singură entitate a 8 comune învecinate. Suprafața totală a comunei este de 138,40 km². Comuna este subdivizată în secțiuni, ce corespund aproximativ cu fostele comune de dinainte de 1977. Acestea sunt:
| - I. Bruges - II. Koolkerke - III. Sint-Andries - IV. Sint-Michiels - V. Assebroek - VI. Sint-Kruis - VII. Dudzele - VIII. Lissewege |

Comunele limitrofe sunt:
| - a. Blankenberge - b. Zuienkerke - c. Jabbeke - d. Zedelgem - e. Oostkamp - f. Beernem - g. Damme - h. Knokke-Heist |

## Personalități născute aici
- Simon Stevin (1548/49 - 1620), matematician, inginer flamand;
- Eugène Charles Catalan (1814 - 1894), matematician franco-belgian;
- Guido Gezelle (1830 - 1899), preot, scriitor;
- Michael Junior (n. 1986), cântăreț.